# Station Lyon-Part-Dieu
Station Lyon - Part-Dieu is een spoorwegstation in de Franse gemeente Lyon. Er stoppen internationale, nationale en regionale treinen. 

## Het station
Het station Part-Dieu verving het station Lyon-Brotteaux, dat werd gesloten in 1983. Het station werd op 13 juni 1983 geopend. Lyon heeft vijf andere stations, zijnde Lyon Perrache, Lyon-Vaise, Saint-Paul, Jean Macé en Gorge de Loup. Een zesde station, Lyon Croix-Rousse, werd gesloten. Er is ook nog het station Lyon-Saint-Exupéry TGV, maar dat ligt buiten de stad bij het vliegveld Lyon-Saint Exupéry.

## Bestemmingen

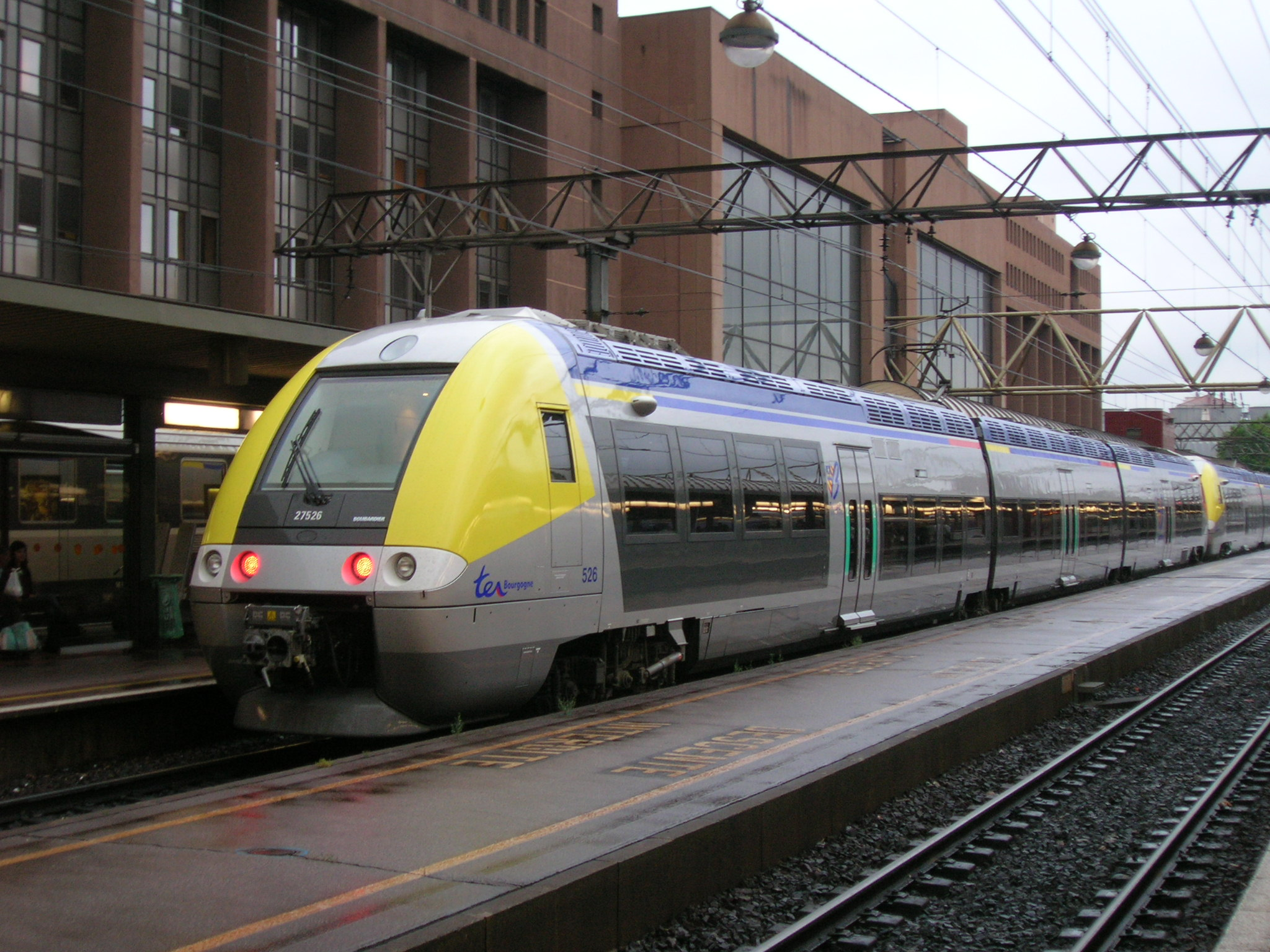
ZGC trein op het station.

Het station Lyon-Part-Dieu is een van de grootste overstapstations van de SNCF op internationaal, nationaal en regionaal niveau. Op het station stoppen TGV's, grandes lignes en TER-treinen. De drie regionale relaties met de meeste reizigers zijn: Lyon - Grenoble, Lyon - Valence en Lyon - Saint-Étienne. Na de komst van de TGV Rhin-Rhône op 11 december 2011 zijn op 24 maart 2012 TGV-treinen naar Duitsland, via Straatsburg, richting Karlsruhe, Stuttgart en Frankfurt gestart.

### Lokale bestemmingen
Het station wordt aangedaan door Metrolijn B, de tramlijnen 1 en 3 en de Rhônexpress shuttle naar het vliegveld Lyon-Saint Exupéry.

## Varia
- De depressieve hoofdpersoon uit de roman De wereld als markt en strijd (1994) van Michel Houellebecq besluit naar Saint-Cirgues-en-Montagne te reizen. Hij meldt zich ziek, neemt te midden van openbaarvervoersstakingen de trein naar Lyon, maar blijft steken in het station Lyon Part-Dieu. Na een nacht tussen allerlei randfiguren, neemt hij de volgende dag de TGV terug naar Parijs.[1]

## Reizigers
Jaarlijks aantal reizigers
- 2004: 14,7 miljoen
- 2006: 29,4 miljoen
- 2007: 36,5 miljoen
- 2010: 51,1 miljoen

Dagelijks aantal reizigers
- 1983: 35 000
- 2001: 80 000
- 2006: 90 000
- 2007: 100 000
- 2010: 140 000